# Cancergener
Cancergener är gener som relaterats till cancersjukdom. Man brukar dela in dessa gener i olika grupper beroende på funktion:
- Onkogener som Src och Ras som genom mutationer tillägnat sig cancerframkallande egenskaper
- Proto-onkogener som är på väg att eller potentiellt kan mutera och bli onkogener
- Tumörsuppressorgener som p53 och RB som förhindrar ohämmad tillväxt och därmed utveckling av cancer